# Nani Bregvadze
Nani Giorgis Asuli Bregvadze (georgiska: ნანი გიორგის ასული ბრეგვაძე, Nani Giorgis Asuli Bregvadze), född 21 juli 1938 i Tbilisi, är en georgisk sångerska.

## Karriär
Nani Bregvadze föddes den 21 juli 1938 i Tbilisi, Georgien. Hennes far, Georgij Efremovitj Bregvadze, var ingenjör och skådespelare. Hennes mor, Olga Micheladze, var georgisk amatörpianist. 
Bregvadze började i ung ålder studera musik. Hon studerade sång med sin faster och gick på musikskolan i Tbilisi. 1957 gjorde hon scendebut vid Världsfestivalen för Unga och Studenter i Moskva. Mellan 1958 och 1963 studerade hon sång och piano vid Tbilisis statliga konservatorium, där hon 1963 tog examen. Till en början hade Bregvadze två olika karriärer, en som pianist och en som sångerska. Men hennes artistiska karriär föll på sången då hon, av Bruno Coquatrix, blev inbjuden till Paris som sångerska. Under 1960-talet turnerade hon som sångerska i Moskva. Åren 1965–1980 turnerade hon världen över som medlem i Orera, en vokalensemble baserad i Tbilisi. Sedan 1980 har hon turnerat som solosångerska. 
Bregvadze har en repertoar på flera hundra låtar, i flera olika genrer. Hon har sjungit in låtar på flera olika språk, där hon med sina georgiska traditionella folksånger gjort succé.

## Priser och utmärkelser
Som ett erkännande för sin konst utsågs Bregvadze till Folkets Skådespelare i Sovjet, Folkets Skådespelare i Georgien, och hon tilldelades Georgiens Statliga Pris för sitt bidrag till kulturen. Hennes skivor har sålt i miljontals världen över. Hon är hedersmedborgare i Tbilisi och i Benalmádena i Spanien.

## Filmografi
* Översättning inom parentes
- 1991 - Me, Peles Natlia (Jag är gudfader till Pelé!)
- 1987 - Khana Chveni Bavshvobisa (Damshvidobeba) (Farväl)
- 1982 - Miiget Gamotsveva Siniorebo!
- 1973 - Veris Ubnis Melodiebi (Verakvarterets Melodier)
- 1971 - Samkauli Satrposatvis (Ett halsband till min älskade)
- 1970 - Orera, Sruli Svlit (Orera)